# ماساو ياماموتو (مصور)
ماساو ياماموتو (باليابانية: 山本昌男) هو مصور ياباني، ولد في 1957 في غاماغوري في اليابان.